# 'Aliabad-e Posht-e Shahr
'Alīābād-e Posht-e Shahr (farsi علی‌آباد پشتشهر) è una città dello shahrestān di Hamadan, circoscrizione Centrale, nella provincia di Hamadan. Aveva, nel 2006, una popolazione di 4.453 abitanti.